# El Refugio Suchitlán
El Refugio Suchitlán är en ort i Mexiko.   Den ligger i kommunen Cabo Corrientes och delstaten Jalisco, i den sydvästra delen av landet, 700 km väster om huvudstaden Mexico City. El Refugio Suchitlán ligger 631 meter över havet och antalet invånare är 179.
Terrängen runt El Refugio Suchitlán är huvudsakligen kuperad. El Refugio Suchitlán ligger uppe på en höjd. Runt El Refugio Suchitlán är det mycket glesbefolkat, med 6 invånare per kvadratkilometer. Närmaste större samhälle är Quimixto, 19,6 km öster om El Refugio Suchitlán. I omgivningarna runt El Refugio Suchitlán växer i huvudsak lövfällande lövskog.